# Фуфий (трибун 153 пр.н.е.)
Фуфий (на латински: Fufius) е политик на Римската република през 2 век пр.н.е. Произлиза от плебейската фамилия Фуфии.
През 153 пр.н.е. той е народен трибун заедно с Елий. Консули тази година са Квинт Фулвий Нобилиор и Тит Аний Луск, които поемат службата си на 1 януари, а не на 15 март на Idibus Martiis, както е било дотогава нормално. Затова днес се смята 1 януари за началото на годината. На 23 август същата година започва Испанската война. Критикува заедно с Катон Стари консула Нобилиор, заради големите му загуби при Нуманция от келтиберите и загубата на един цял легион.